# Popovići (Benkovac)
Popovići su selo u Zadarskoj županiji. 

## Povijest
Popovići su se od 1991. do 1995. godine nalazili pod srpskom okupacijom, tj. bili su u sastavu SAO Krajine.

## Upravna organizacija
Upravnom organizacijom dijelom su Grada Benkovca.

## Stanovništvo
| broj stanovnika | 410   | 417   | 444   | 476   | 487   | 595   | 615   | 620   | 618   | 646   | 692   | 699   | 565   | 543   | 209   | 210   | 183   |
|                 | 1857. | 1869. | 1880. | 1890. | 1900. | 1910. | 1921. | 1931. | 1948. | 1953. | 1961. | 1971. | 1981. | 1991. | 2001. | 2011. | 2021. |

## Znamenitosti
- crkva svetog Ante
- crkvu Sv. Mihovila arkanđela, izvorno je izgrađena u 12. stoljeću, ali su je 1992. godine miniranjem srušili pobunjeni Srbi. Dana 29. rujna 2022., na blagdan sv. Mihovila, blagoslovljena je faksimilski obnovljena crkva. Spomenik je kulture pod zaštitom Ministarstva kulture RH.[4]